# Eryphus carioca
Eryphus carioca är en skalbaggsart som beskrevs av Dilma Solange Napp och Martins 2002. Eryphus carioca ingår i släktet Eryphus och familjen långhorningar. Inga underarter finns listade i Catalogue of Life.